# Patos de Minas
Patos de Minas là một đô thị thuộc bang Minas Gerais, Brasil. Đô thị này có diện tích 3189,006 km², dân số năm 2007 là 138466 người, mật độ 45 người/km².